# Stortorget, Kalmar

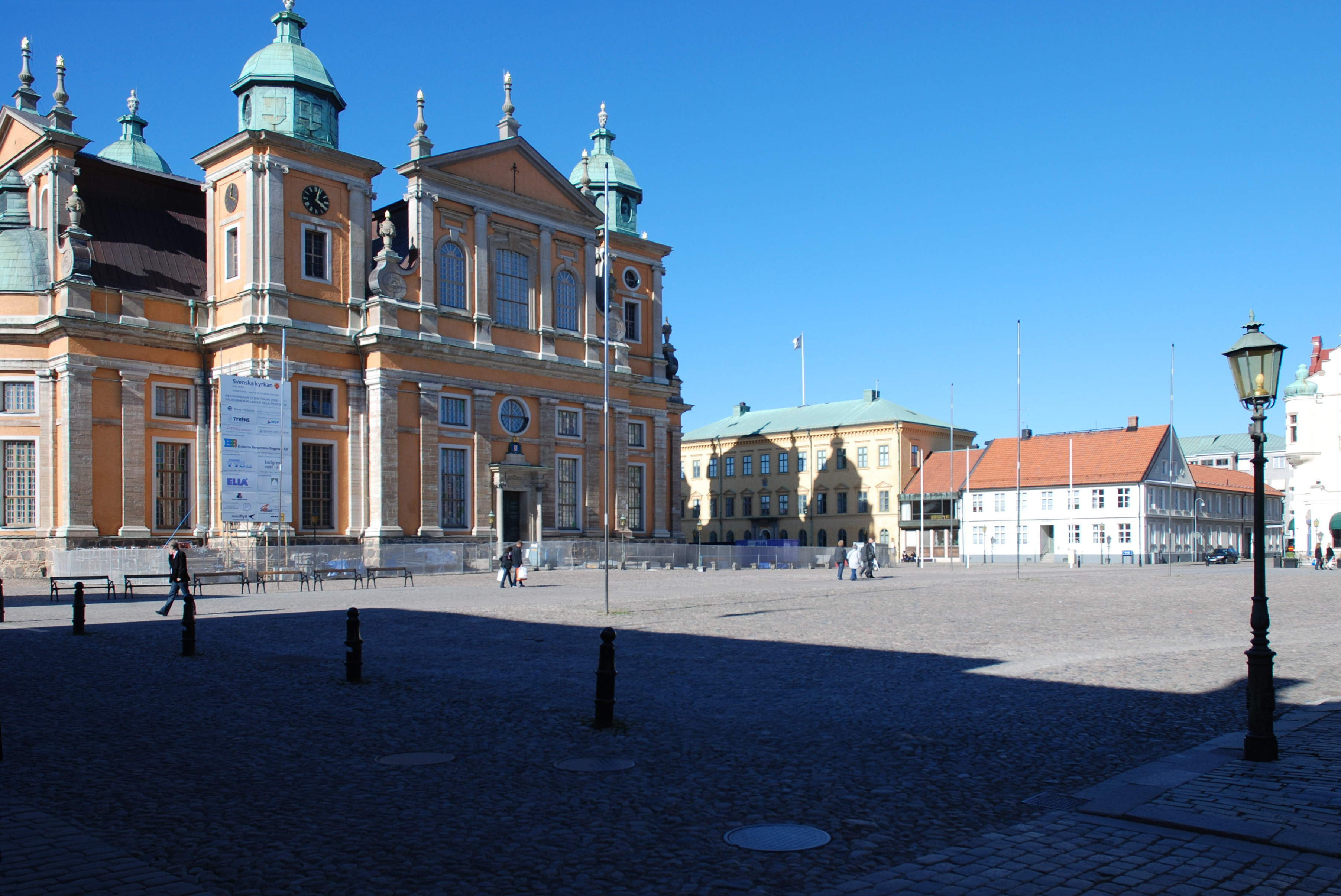
Stortorget i Kalmar, omgestaltning som fick Sienapriset 2004.

Stortorget i Kalmar ligger på Kvarnholmen i Kalmars historiska stadskärna, som gränsar till Gamla stan. Det anlades under 1600-talet och blev centrum för religiöst liv med Kalmar domkyrka, rättsskipning, undervisning, handel och kommunal administration. Mitt på torget fanns också en kommunal brunn fram till början av 1900-talet.
Under 1990-talet genomfördes en omfattande förnyelse på Kvarnholmen av bland annat Larmtorget och Västerportsbron samt Norra och Södra Långgatorna. Stortorget upprustades i början av 2000-talet med syftet att återskapa torget som ett rum för folkliv vid olika aktiviteter och evenemang och att skapa ett vackert öppet rum i den täta stadskärnan som en motpol till trafikerade butiksgator.

## Historik
Staden flyttades år 1639 från den oskyddade platsen vid slottet in till Kvarnholmen. Av militära skäl flyttades staden under åren 1647-1657 till ett helt nytt läge ute på Kvarnholmen. Den då nya staden fick en regelbunden rutplan med Storgatan som symmetriaxel. Radialplanen har sitt ursprung i renässansen, medan rutnätsplaner förekom redan i antiken. Radialplanen användes under en kort tid och för ett fåtal städer. Rutnätsplanen var det dominerande planidealet ända fram till 1800-talets slut. Kalmar upphörde att vara fästningsstad år 1822. Storgatan upprättades i linje med kopplingen mellan gamla och nya staden. Mitt på Storgatan anlades Stortorget med domkyrkan ritad av Nicodemus Tessin den äldre. Torget skulle vara centrum för makten, för religion, juridik och undervisning. I och med nedläggningen av Kalmar stift förlorade Kalmar sin ställning. På 1800-talet drogs Storgatan över torget. Mitt framför kyrkan var en brunn placerad. Den blev senare flyttad för att lämna plats för gatan och kyrkoentrén.
Kalmar kommun genomförde 1999 tillsammans med Statens konstråd och Sällskapet Nya Dryaden en arkitekttävling, som vanns av arkitektkontoret Caruso St John Architects i London och Eva Löfdahl med förslaget Field of stones/Ett stengolv. Invigning av det nya torget ägde rum den 27 april 2003. Arkitekt är Adam Caruso i samarbete med konstnär Eva Löfdahl. Caruso St John Architects är ett brittiskt arkitektkontor, grundat 1990 av Adam Caruso och Peter St John. Utlåtanden om det vinnande förslaget beskrev den nära relationen mellan arkitektur och konst. En styrka var kostnaden på totalt 6,8 miljoner kronor, vilken i sammanhang är mycket låg. I länsstyrelsens dispensbeslut beskrivs förslaget som en varsam förnyelse som bland annat syftar till att bättre lyfta fram Stortorgets ursprungliga karaktär som stadens viktigaste "rum".   
Stortorgets förnyelse blev klar år 2003, som ovan nämnts, och projektet och de ansvariga arkitekterna och konstnärerna tilldelades året därpå Sveriges Arkitekters Sienapris för detta. Stortorget blev byggnadsminne år 2002. Tre parter genomförde ett parallellt skissuppdrag för omgestaltning av torget. Arrangörer var Stadsförnyelsen, Kalmar kommun, Statens konstråd samt Kultur- och miljöfonden. Projektledare var från Statens konstråd Catharina Gabrielsson samt Mats Haglund, Kalmar kommun.

## Byggnader vid Stortorget
Den dominerande byggnaden vid Stortorget är Kalmar domkyrka, som är församlingskyrka i Kalmar domkyrkoförsamling. Stortorget kantas förutom av Kalmar domkyrka av ett flertal historiska byggnader. Några av dessa är Kalmar rådhus vid Stortorget 2 och Calmar stadshotell vid Stortorget 14. Även en borgargård med en byggnad, Nelsonska huset, byggt 1667 i kvarteret Magistern 15, är byggnadsminne vid Stortorget.
I vinkel mot stadshotellet ligger Kalmar rådhus, som uppfördes 1684-1690. Rådhuset, som invigdes 1690, byggdes troligen efter ritningar av M G Craelius, som var chef för Kvarnholmens befästningsarbeten i Kalmar. Huset är en fin representant för den holländska barocken, den holländska stilen som utmärker många av stadens borgarhus. Från början hade huset en balkong över entrén och ett torn på taket. Båda förstördes vid en brand 1731. Husfasaden mot Stortorget präglas av de många fönstren. De olika storlekarna på fönstren markerar de olika våningarnas ursprungliga inbördes betydelse. Husets huvudvåning var mellanvåningen med Rådhussalen. På 1970-talet hade domstolen sitt säte här. Fram till slutet av 1800-talet låg rådhuskrogen på bottenvåningen. I källaren fanns arrestlokaler. På byggnadens fasad finns Carl XI:s namnchiffer uthuggen och förgylld. Interiören präglas till största del av ombyggnader från 1700-talet.
Calmar stadshotell bygges 1907 och är inrymt i en storslagen jugendbyggnad. Det är stadens äldsta hotell. Hotellet har 132 rum och en elegant festvåning. Hotellet ligger vid korsningen Storgatan och Östra Sjögatan.

## Bilder

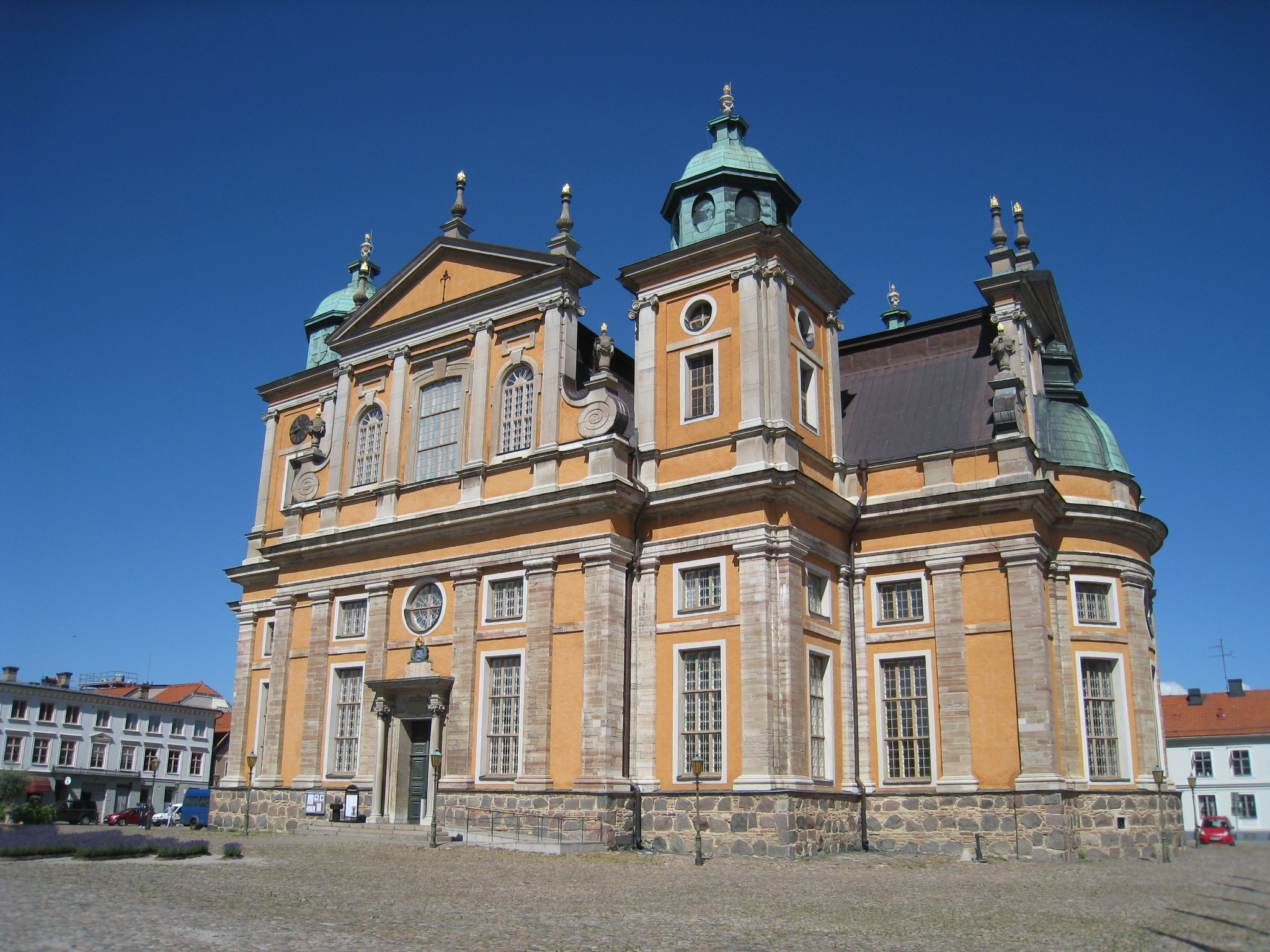
Kalmar domkyrka vid Stortorget.
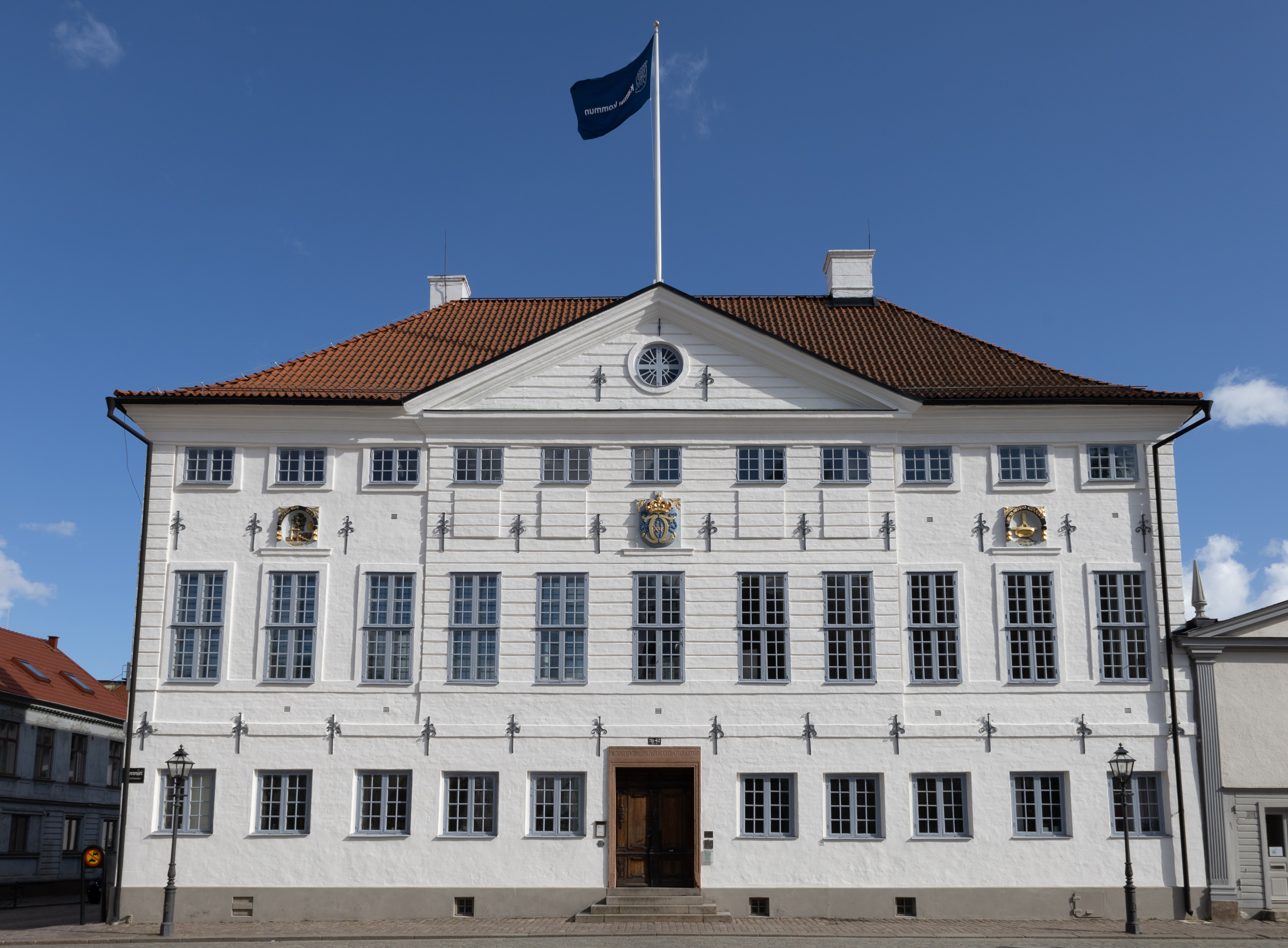
Kalmar rådhus vid Stortorget 2.
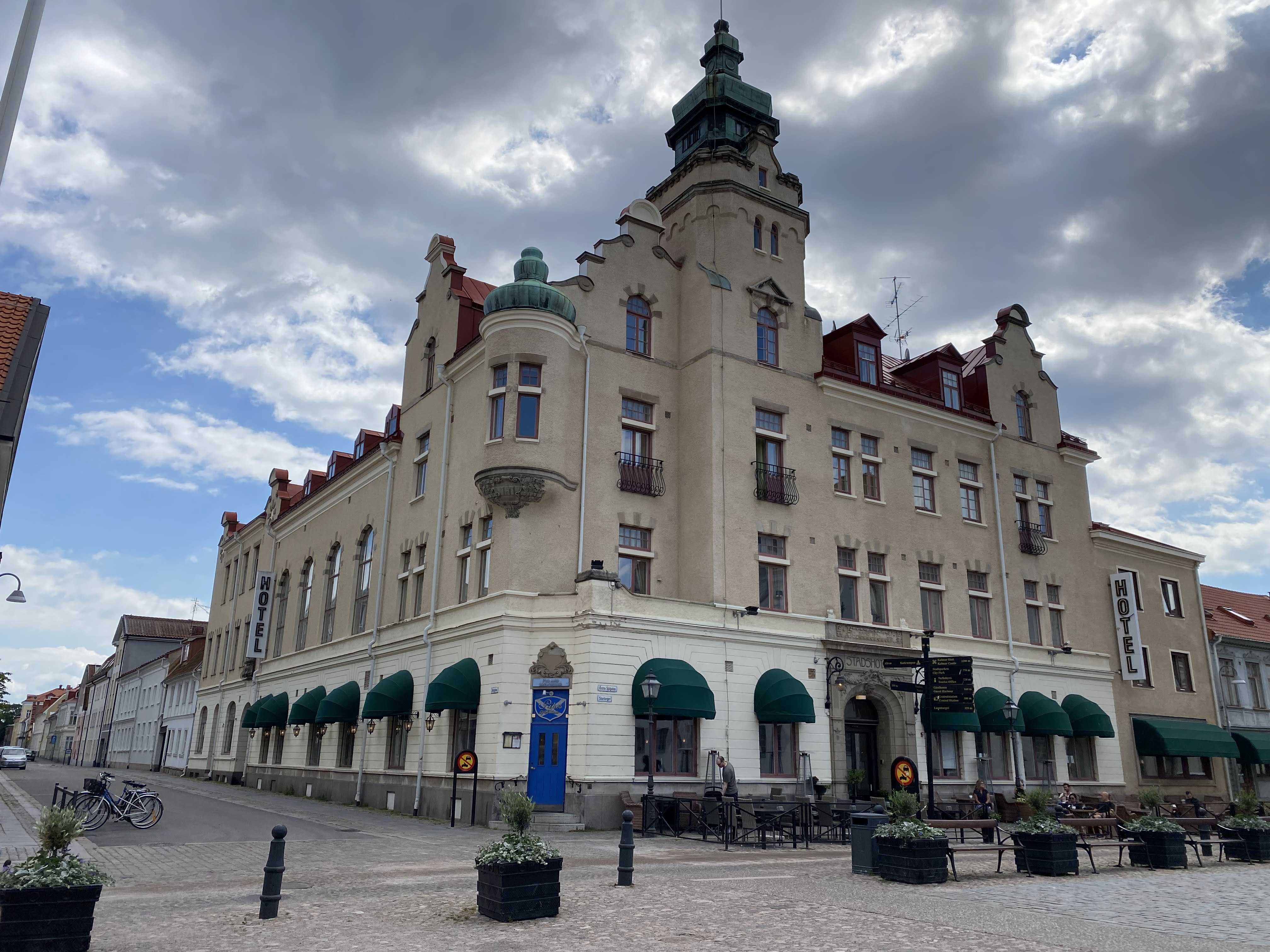
Calmar stadshotell vid Stortorget 14.
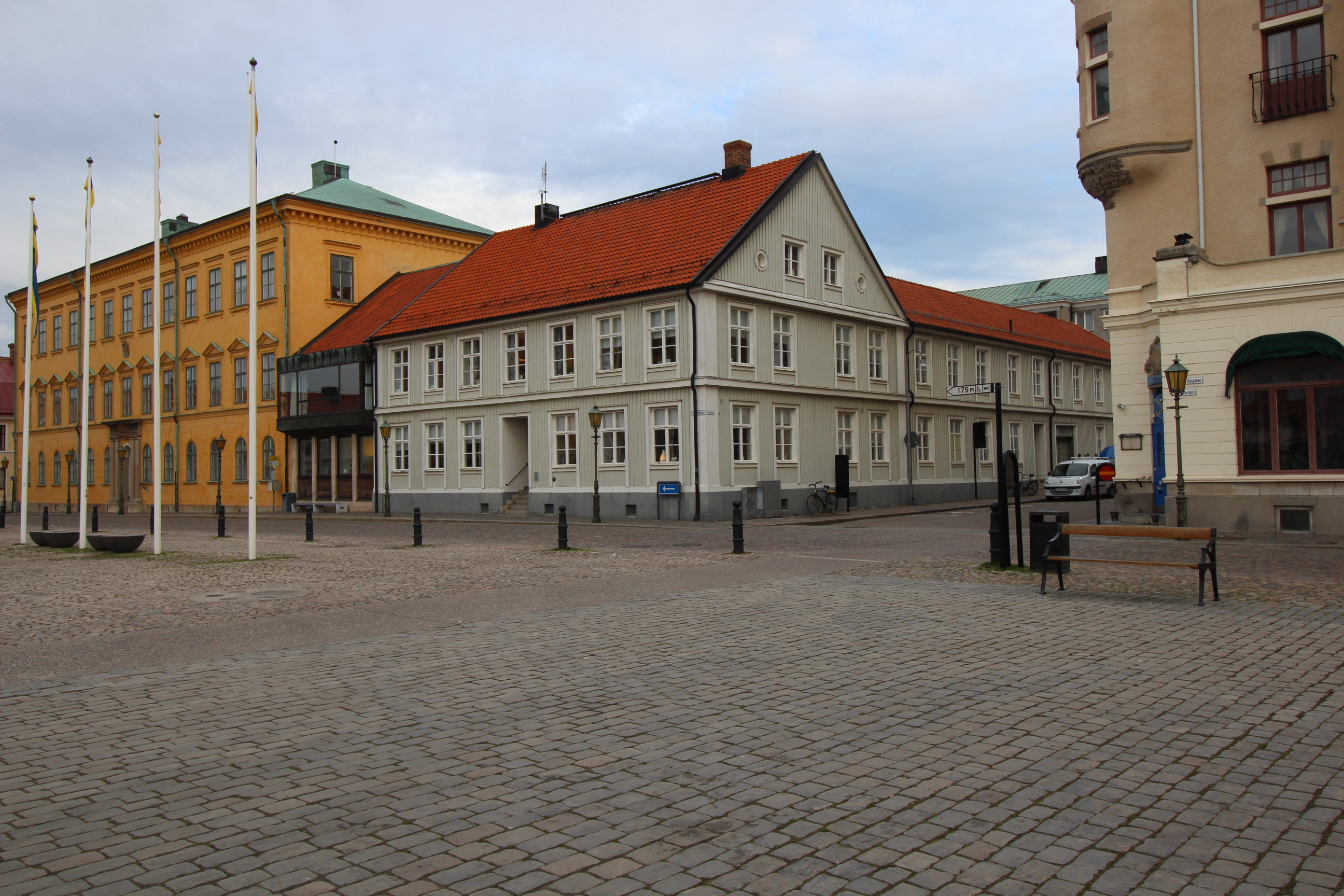
Nelsonska huset vid Stortorget.

## Gestaltning

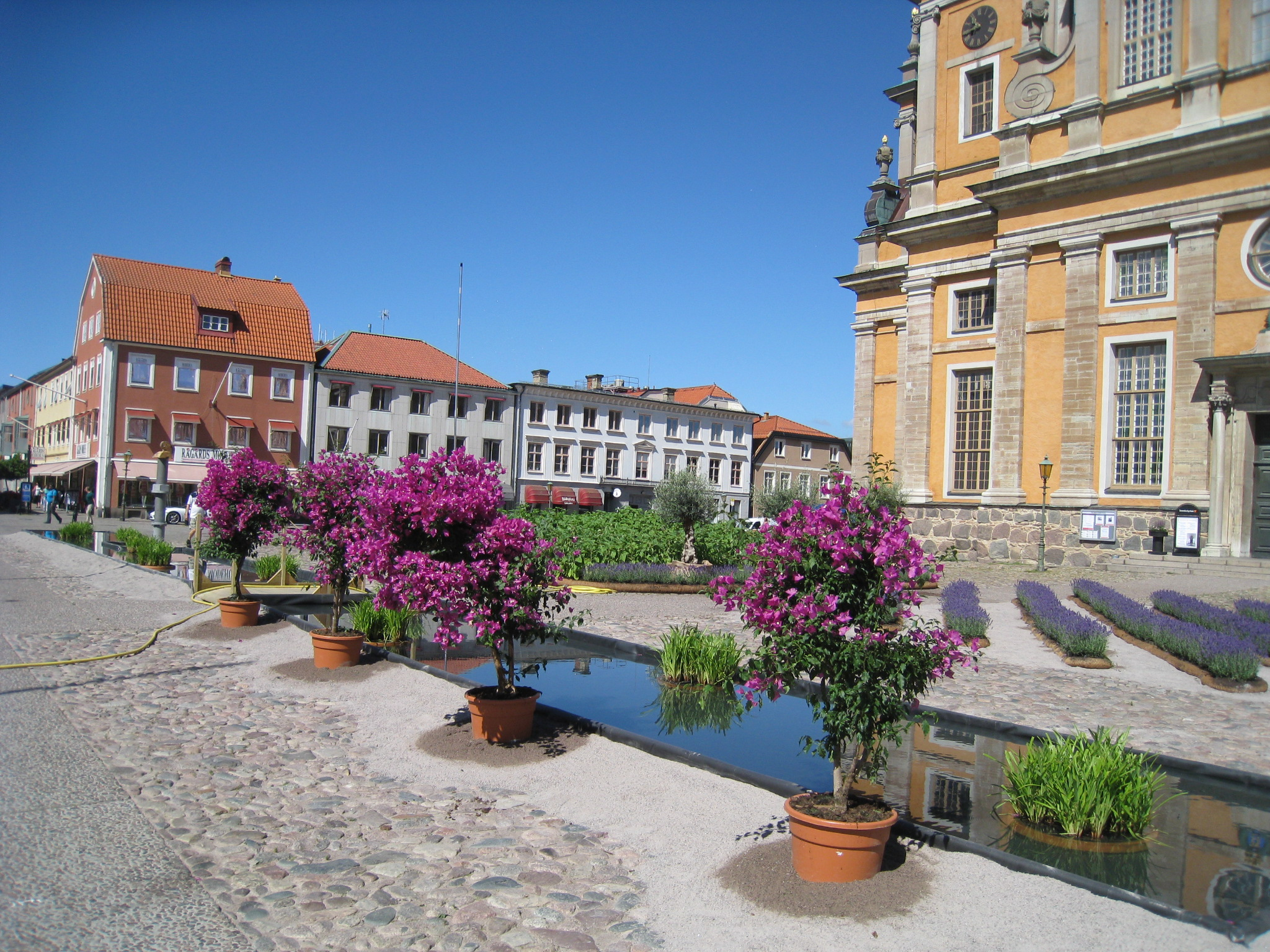
Vattenkammare vid Stortorget, där vattenflödet hörs porla och plaska med en association till den tidigare stadsbrunnen.

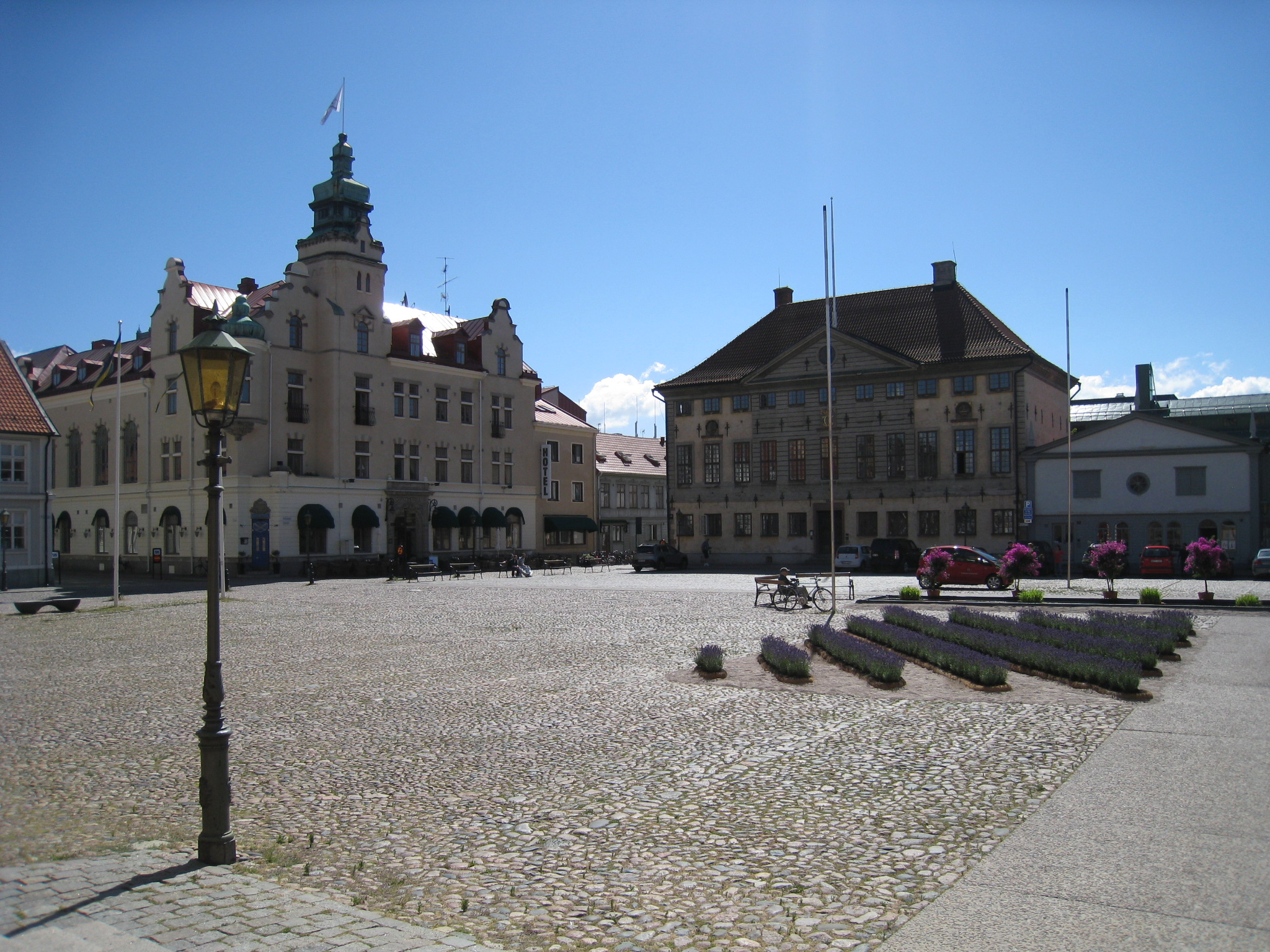
Stortorget med tidigare och nylagd kullersten. De båda byggnaderna, Calmar Stadshotell till vänster och Kalmar rådhus till höger, ligger i vinkel mot torget. En av vattenkamrarna syns till höger.

Under torget har ett antal vattenkamrar anlagts, i vilka vatten pumpas runt. Ur fem brunnar, försedda med gallerförsedda betonglock, hörs vattenflödet porla och plaska med en association till den tidigare stadsbrunnen.
Torgplanet, dominerad av tidigare och nylagd kullersten samt gatsten i gångstråk, har utformats för att ge en stor enhetlig yta som för att ge ett sammanhållet intryck utan uppstickande arrangemang.    
Ovanför torgytan har monterats några smala master med små röda lanternor i toppen. Också på några av de kringliggande byggnadernas tak finns sådana lanternor. 
| ”                                | Torgets fysiska historia handlar om läggandet av sten, sten från de omgivande markerna som staplats i gärdesgårdar och sten från murar som utgjort råmaterial för markbeläggningen av barockstadens gator och torg. Detta är en karaktäristisk och anmärkningsvärd egenskap i Stortorgets fysiska identitet. Närvaron av fältsten i Kalmars centrum är en påminnelse om förvandlingen från obygd/landsbygd till stadsrum och om ett mycket längre tidsperspektiv, då dessa stenar en gång formades och spreds över landskapet. | „ |
| – Caruso St John och Eva Löfdahl | |   |